# 온건당
온건연합당 (穩健聯合黨, 스웨덴어: Moderata samlingspartiet, M)은 스웨덴의 자유보수주의 정당이다. 경제적 자유주의 성향으로 세금 삭감, 자유 시장, 시민 자유권 등을 옹호한다. 대외적으로는 국제민주연합과 유럽국민당의 회원이다. 

## 역사
1904년 스웨덴 의회의 보수주의자들에 의해 총선연합(Allmänna valmansförbundet)으로서 설립되었다. 1938년 우파당(Högern), 1952년 우익당(Högerpartiet)으로 개칭하였다. 1934년 제2차 세계대전의 거국내각을 제외하면 스웨덴 사회민주노동자당이 계속 집권하였고 그 동안 야당 내에서 우파당은 자유당에 밀려 인기가 낮아졌다.
1969년 온건연합당으로 개칭한 이후 전통적 보수주의에서 자유보수주의로 방향을 옮겨갔으며 1976년 총선에서 승리한 비좌파 연정에 참여하였다. 이후 1979년 다시 사회민주당에 정부를 빼앗겼으나 최대 야당의 지위를 유지하게 되었고, 1991년 총선에서 당수 칼 빌트가 1930년 이래 처음으로 보수당 출신 총리가 되었다. 그러나 1994년 총선에서 여당이 과반수를 잃고 2002년에는 참패하여 위기를 겪었다. 2006년 총선에서 최고 성적을 거두며 프레드리크 레인펠트가 총리가 되었다가 2014년 좌파측의 적녹동맹에 정부를 넘겨주었다. 2018년 총선에서는 참패했다.
2022년 총선에서 기독교민주당, 자유당과의 우파 연정이 다수의석을 확보하며 당대표 울프 크리스테르손이 총리직에 올랐다. 이 시기에 처음으로 강경우파 성향의 스웨덴 민주당과도 협력하기 시작하였다.

## 역대 총선거 결과

### 스웨덴의회 선거
| 연도   | 득표수    | 득표율    | 의석 수   | 의석 수 변동 | 집권 여부 |      |
| ------ | --------- | --------- | --------- | ------------ | --------- | ---- |
| 1958년 | 750,332   | 19.5 (#2) | 45 / 233  | 3            | 집권 여부 | 야당 |
| 1960년 | 704,365   | 16.6 (#3) | 39 / 233  | 6            | 야당      |      |
| 1964년 | 582,609   | 13.7 (#4) | 33 / 233  | 6            | 야당      |      |
| 1968년 | 621,031   | 12.9 (#4) | 32 / 233  | 1            | 야당      |      |
| 1970년 | 573,812   | 11.5 (#4) | 41 / 350  | 9            | 야당      |      |
| 1973년 | 737,584   | 14.3 (#3) | 51 / 350  | 10           | 야당      |      |
| 1976년 | 847,672   | 15.6 (#3) | 55 / 349  | 4            | 여당      |      |
| 1979년 | 1,108,406 | 20.3 (#2) | 73 / 349  | 18           | 여당      |      |
| 1982년 | 1,313,337 | 23.6 (#2) | 86 / 349  | 13           | 야당      |      |
| 1985년 | 1,187,335 | 21.3 (#2) | 76 / 349  | 10           | 야당      |      |
| 1988년 | 983,226   | 18.3 (#2) | 66 / 349  | 10           | 야당      |      |
| 1991년 | 1,199,394 | 21.9 (#2) | 80 / 349  | 14           | 여당      |      |
| 1994년 | 1,243,253 | 22.4 (#2) | 80 / 349  | 0            | 야당      |      |
| 1998년 | 1,204,926 | 22.9 (#2) | 82 / 349  | 2            | 야당      |      |
| 2002년 | 791,660   | 15.1 (#2) | 55 / 349  | 27           | 야당      |      |
| 2006년 | 1,456,014 | 26.2 (#2) | 97 / 349  | 42           | 여당      |      |
| 2010년 | 1,791,766 | 30.1 (#2) | 107 / 349 | 10           | 여당      |      |
| 2014년 | 1,403,630 | 23.2 (#2) | 84 / 349  | 23           | 야당      |      |
| 2018년 | 1,235,910 | 19.8 (#2) | 70 / 349  | 14           | 야당      |      |
| 2022년 | 1 237 428 | 19,1 (#3) | 68 / 349  | 2            | 여당      |      |

### 유럽의회 선거
| 연도   | 득표수  | 득표율      | 의석 수      | 의석 수 변동 |
| ------ | ------- | ----------- | ------------ | ------------ |
| 1995년 | 621,568 | 23.2 (#2)   | 5 / 22       |              |
| 1999년 | 524,755 | 20.7 (#2)   | 5 / 22       | 0            |
| 2004년 | 458,398 | 18.3 (#2)   | 4 / 19       | 1            |
| 2009년 | 596,710 | 18.8 (#2)   | 4 / 184 / 20 | 0 · 0        |
| 2014년 | 507,488 | 13.7 (#3)   | 3 / 20       | 1            |
| 2019년 | 698,770 | 16.83 (# 2) | 4 / 20       | 1            |

## 같이 보기
- 스웨덴의 정치
- 스웨덴의 총리